# Black First Land First
Black First Land First (kurz BLF; deutsch etwa: „Schwarz zuerst, Land zuerst“) ist eine Vereinigung und ehemalige Partei in Südafrika. Sie versteht sich als revolutionär und sozialistisch. Als Mitglieder sind nur „schwarze“ Südafrikaner zugelassen, wozu nach Definition der BLF auch Inder und Coloureds zählen.

## Geschichte
Die Partei wurde am 24. Oktober 2015 gegründet, nachdem drei Abgeordnete der Economic Freedom Fighters (EFF) die Fraktion verlassen mussten, darunter Andile Mngxitama. Sie hatten den EFF eine zu große Nähe zum regierenden African National Congress (ANC) vorgeworfen. Mngxitama führte fortan die Partei an.
Die BLF wurde finanziell von der Gupta-Familie unterstützt, um Spannungen zwischen den Bevölkerungsgruppen zu schüren. Dazu erhielt sie 2017 per E-Mail Anweisungen der britischen PR-Firma Bell Pottinger, die in der Folge aufgrund des sich entfaltenden Skandals bankrottging. Auch nach dem Rücktritt von Präsident Jacob Zuma äußerte sich die BLF positiv über ihn und Mitglieder der Gupta-Familie, die Zuma und einige seiner Verwandten unterstützten und im Gegenzug Einfluss auf die Staatsführung nehmen konnten, die sogenannte State capture (deutsch etwa: „Übernahme des Staates“).
Mngxitama und seine Partei betrieben zahlreiche Hetzkampagnen gegen südafrikanische Journalisten. So brachte Mngxitama gefälschte Bilder der Herausgeberin der südafrikanischen Ausgabe der Huffington Post, Ferial Haffajee, in Umlauf. Immer wieder kommt es zu rassistischen Äußerungen, vor allem gegen Weiße, sowie zu Belästigungen und Angriffen.
Zu den Aktionen der BLF gehörte im Dezember 2018 das öffentlichkeitswirksame Schlachten eines Schafs am Clifton Beach in Kapstadt. Zuvor hatte ein Sicherheitsdienst im Auftrag von Weißen andere Strandbesucher verjagt. Im März 2019 forderte die BLF Schwarze in der Provinz Westkap auf, Weingüter zu besetzen, um einen Anspruch auf das Land kundzutun. Bereits 2018 hatten BLF-Angehörige dort ein Weingut besetzt.
Die BLF trat zu den Parlamentswahlen im Mai 2019 an. Die Partei Vryheidsfront Plus versuchte, die Kandidatur von der Wahlbehörde IEC untersagen zu lassen, weil die BLF keine weißen Mitglieder zulässt, zog die Beschwerde aber zurück. Zuvor hatte Mngxitama mit bewaffnetem Widerstand gedroht, falls die BLF nicht an den Wahlen teilnehmen dürfe. Sie erhielt 0,11 % der Stimmen und damit keinen Sitz in der Nationalversammlung.
Am 4. November 2019 wurde die BLF trotz ihres Widerspruchs aus dem Parteienregister gestrichen, da sie Bevölkerungsgruppen von der Mitgliedschaft ausschloss, obwohl das Parteiengesetz den Ausschluss der Mitgliedschaft „auf der Basis von Rasse, Hautfarbe oder Ethnie“ verbietet.

## Programm und Organisation
Das in der Präambel der Satzung festgelegte Hauptziel der BLF ist die entschädigungslose Enteignung weißer Grundbesitzer in Südafrika. Die vormalige Partei beruft sich auf das Black Consciousness Movement sowie auf die Lehren des 1987 ermordeten burkinischen Präsidenten Thomas Sankara und sieht sich als panafrikanisch. Die BLF bekennt sich zu den Interessen von LGBTQI-Personen.
Als Ziel wird ferner die „Befreiung von weißer Vorherrschaft“ genannt:

„… to struggle by any means necessary to realize the liberation of black people from white supremacy, racism, patriarchy and capitalism. – … mit allen Mitteln die Befreiung von Schwarzen von weißer Vorherrschaft, Rassismus, Patriarchat und Kapitalismus zu erkämpfen.“

Die von der BLF verfolgte „afrikanische“ Philosophie wird in der Satzung als Sankofa bezeichnet, nach einer gleichnamigen Vogelart aus Ghana. Darunter sei zu verstehen, dass man von der Vergangenheit für die Zukunft lernt.
Das leitende Wahlgremium ist die Versammlung National Imbizo (von imbizo, isiZulu für „Versammlung“), auf der im Regelfall alle fünf Jahre das National Coordinating Committee (NCC) gewählt wird. Darunter stehen Provincial Imbizo, Regional Imbizo und Branch Biennial General Imbizo, auf denen die jeweiligen Coordinating Committees gewählt werden. Für das NCC und das daraus gebildete Central Committee ist ein Frauenanteil von mindestens 50 % vorgeschrieben. Mitglieder, die für ein Amt kandidieren, müssen den „Thomas Sankara-Eid“ ablegen. Weiße dürfen nicht Mitglieder der BLF werden.
Das Presseorgan der BLF ist Black Opinion. Die Symbolfarben sind Rot-Grün-Schwarz.